# The Recruit
The Recruit, ou L'Enrôlé au Québec, est une série télévisée américaine créée, écrite et co-produite par Alexi Hawley, diffusée depuis le 16 décembre 2022 sur Netflix,. Le 26 janvier 2023, Netflix annonce renouveler la série pour une saison 2. La saison 3 a été annulée le 6 mars 2025. Cela a été annoncé par l'acteur Colton Dunn sur son compte Instagram. Cependant, Alexi Hawley n’a pas perdu espoir et souhaite qu’un film voie le jour.

## Synopsis
Owen Hendricks est un jeune avocat de vingt-quatre ans, sorti de la fac de droit pour travailler à la CIA. Dès ses premiers jours, il doit s'occuper d'un ancien agent non officiel, Max Meladze. Incarcérée pour meurtre à Phoenix (Arizona), elle menace de faire des révélations si elle n'est pas libérée. Owen va se retrouver dans des situations où il est agressé et menacé de mort pour arriver à remplir sa mission.

## Distribution

### Acteurs principaux
- Noah Centineo (VF : Arnaud Laurent) : Owen Hendricks
- Daniel Quincy Annoh (VF : Simon Koukissa-Barney) : Terrence Hoffman
- Vondie Curtis-Hall (VF : Thierry Desroses) : Walter Nyland
- Kristian Bruun (VF : Cédric Dumond) : Janus Ferber
- Laura Haddock (VF : Hélène Bizot) : Max Meladze
- Colton Dunn (VF : Franck Sportis) : Lester Kitchens
- Aarti Mann (VF : Delphine Braillon) : Violet Ebner
- Fivel Stewart (VF : Marion Gress) : Hannah Copeland

### Acteurs secondaires
- Byron Mann (VF : Stéphane Pouplard) : Xander
- Angel Parker (VF : Aurélie Konaté) : Dawn
- Linus Roache (VF : Tanguy Goasdoué) : Sénateur Smoot
- Kaylah Zander (VF : Flora Brunier) : Amelia
- Amanda Schull : Cora
- Nathan Fillion (VF : Guillaume Orsat) : Agent du CENTCOM
- James Purefoy : Oliver Bonner Jones

 Source et légende : version française (VF) sur RS Doublage

## Épisodes

### Saison 1 (2022)
Le 16 décembre 2022
1. Je suis avocat, pas espion (I.N.A.S.I.A.L.)
2. Ne jamais montrer ses faiblesses (N.L.T.S.Y.P.)
3. Tu ne sais même pas ce que tu fais (Y.D.E.K.W.Y.D.)
4. À la Anderson Cooper (I.Y.D.I.A.A.C.)
5. C'est ton problème (T.S.L.A.Y.P.)
6. Je serre, je desserre (I.C.I.N.C.)
7. Sexpionnage (I.M.F.T.B.S.)
8. C'est qui Owen Hendricks ? (W.T.F.I.O.H.)

### Saison 2 (2025)
Le 30 Janvier 2025
1. Vous êtes un avocat; pas un héros (V.Ê.U.A.P.U.H.)
2. Dans le genre empêcheur de tourner en rond (D.L.G.E.D.T.E.R.)
3. C'est si difficile que ça de tuer un avocat ? (C.E.S.D.Q.Ç.D.T.U.A)
4. Et ensuite, Nyland te fera écarteler par des chevaux (E.E.N.T.F.É.P.D.C.)
5. Nous avons des questions opérationnelles à régler (N.A.D.Q.O.À.R.)
6. Je refuse d’être mort à l’intérieur (J.R.D.Ê.M.À.L.)